# Donald McMillan (homme politique québécois)
Pour l’article homonyme, voir Donald McMillan.
Donald McMillan (1807-15 juillet 1876) fut un marchand et homme politique fédéral du Québec.

## Biographie
Né dans le Comté de Glengarry dans le Haut-Canada, il s'installe à Rigaud où il devient marchand de farine et de semences. Il servit entre autres de Lieutenant-colonel dans une milice locale. 
Élu député du Parti conservateur dans la circonscription fédérale de Vaudreuil en 1867, il ne se représente pas en 1872.
Son fils, Hugh McMillan, a été député fédéral de Vaudreuil de 1882 à 1891 et de 1892 à 1893.